# 8734 Warner
8734 Warner eller 1997 AA är en asteroid i huvudbältet som upptäcktes den 1 januari 1997 av den italiensk-amerikanske astronomen Paul G. Comba vid Prescott-observatoriet. Den är uppkallad efter den amerikanske astronomen Brian D. Warner.
Asteroiden har en diameter på ungefär 5 kilometer.